# Ettore Laiolo
Ettore Laiolo (Vinchio, 20 settembre 1889 – Pozzuolo del Friuli, 30 ottobre 1917) è stato un militare italiano, decorato di medaglia d'oro al valor militare alla memoria nel corso della prima guerra mondiale.

## Biografia
Nacque a Vinchio, provincia di Asti, il 20 settembre 1889, figlio di Giovanni Battista e Carolina Monti. Il padre era un ufficiale superiore degli alpini e gli fece compiere un severo percorso di studi ed attività sportive tra cui l'equitazione.
Compì gli studi secondari a Torino e poi frequentò il primo anno presso l'Istituto Superiore di Commercio di Roma prima di entrare, nel 1909, nella Regia Accademia Militare di Fanteria e Cavalleria di Modena da cui uscì nel novembre 1911 con la nomina a sottotenente assegnato all'arma di cavalleria, in forza al Reggimento "Cavalleggeri di Monferrato" (13º). ed assegnato ad uno squadrone appiedato che operava nel settore del basso Isonzo combattendo per circa un anno nella zona di Monfalcone. Nell'aprile 1916, promosso tenente, fece rientro presso la sede di guarnigione del reggimento, ma presentò subito domanda per ritornare in zona di operazioni. Divenuto tenente nel novembre 1914 fu mandato in Libia nel dicembre successivo, assegnato in Cirenaica al comando del 4º Squadrone indigeni libici. Due anni dopo l'entrata in guerra del Regno d'Italia, nel giugno 1917 fu promosso capitano ed ottenne di rientrare in Patria per combattere sul fronte dell'Isonzo. Assegnato al Reggimento "Genova Cavalleria" (4º) assunse il comando del 4º Squadrone, dove aveva militato anche il fratello Oreste (1894-1916) caduto in combattimento sul Carso nel settembre 1916.
Nell'ottobre 1917, dopo l'esito disastroso della battaglia di Caporetto e la seguente ritirata generale dei reparti dell'esercito dietro la linea del Piave il giorno 29 fu inviato con il suo squadrone a difendere l'importante nodo stradale di Pozzuolo del Friuli al fine di ritardare l'avanzata nemica. Il mattino del giorno dopo fu attaccato dai reparti della 117ª Divisione tedesca, resistendo per circa 8 ore, svolgendo rapidi attacchi a cavallo e difendendosi con il fuoco delle mitragliatrici. Verso l'imbrunire giunse l'ordine di ripiegamento, e caricando a cavallo il reparto riuscì a rompere l'accerchiamento nemico ed a uscire da Pozzuolo del Friuli. Accortosi che le truppe nemiche stavano occupando il centro abitato compromettendo la ritirata dello squadrone mitraglieri, ancora sul posto, decise di attaccare caricando e disse ai suoi uomini: Giovanotti, parla Genova; il 4º Squadrone non scappa, ma si calca l'elmetto e galoppa!. Comandò personalmente la carica alla testa dei suoi cavalieri rimanendo ferito più volte, fino a che non cadde morto sul campo di battaglia. Con Regio Decreto del 31 maggio 1923 fu insignito della medaglia d'oro al valor militare alla memoria. Una via di Vinchio e una scuola di Asti portano il suo nome.

### Annotazioni
1. ↑  In quella occasione fu decorato di medaglia di bronzo al valor militare.

### Fonti
1. 1 2 3 4 5 6 7 8 9 10 11  Combattenti Liberazione.
2. ↑  Carolei, Greganti, Modica 1968, p. 176.
3. ↑  Associazione Nazionale del Fante Sezione di Legnano 2018, p. 504.
4. ↑  Medaglie d'oro al valor militare sul sito della Presidenza della Repubblica